# Delius-Gletscher
Der Delius-Gletscher ist ein Gletscher im Norden der westantarktischen Alexander-I.-Insel. Er fließt westlich der Elgar Uplands zum Nichols-Schneefeld.
Bei einem Überflug entdeckt und grob kartiert wurde er bei der British Graham Land Expedition (1934–1937) unter der Leitung des australischen Polarforschers John Rymill. Luftaufnahmen, die bei der Ronne Antarctic Research Expedition (1947–1948) unter der Leitung des US-amerikanischen Polarforschers Finn Ronne entstanden, dienten dem britischen Geographen Derek Searle vom Falkland Islands Dependencies Survey im Jahr 1960 für eine exaktere Kartierung. Das UK Antarctic Place-Names Committee benannte den Gletscher 1977 nach dem britischen Komponisten Frederick Delius (1862–1934).